# Richard N. Gottfried
Richard N. Gottfried (sinh ngày 16 tháng 5 năm 1947) là một chính khách thuộc đảng Dân chủ Hoa Kỳ ở Manhattan, thành phố New York. Ông đã đại diện cho Quận 75 trong Quốc Hội Bang New York trong hơn 40 năm, khiến ông trở thành thành viên lâu nhất của cơ chế đó.

## Cuộc sống đầu đời và sự nghiệp
Gottfried sinh tại New York City, NY ngày 16 tháng 5 năm 1947. Ông tốt nghiệp trường trung học Stuyvesant High School (nơi ông là đồng nghiệp của U.S. Representative Jerrold Nadler và tư vấn chính trị tương lai Dick Morris).

## Hội đồng New York
Được bầu vào Hội đồng năm 1970 - trong khi đang là một sinh viên theo học tại Trường Luật Columbia - Gottfried hiện đang giữ chức vụ Chủ tịch Ủy ban Y tế về Hội đồng  và cũng là một thành viên của Ủy ban Giáo dục Đại học và Luật pháp .
Một số bộ luật - dự luật luật của ông được ban hành thành luật rằng ông có trách nhiệm chính hay phụ trách bao gồm việc thành lập Chương trình Hỗ trợ Chăm sóc Sinh Đẻ Trước khi sinh. Ông cũng là tác giả của Luật Hồ Sơ Bác sĩ, cho phép bệnh nhân truy cập thông tin về bác sĩ chăm sóc chính bản thân của họ; Đạo luật về Y tế Gia đình quyết định, trong đó ưu tiên những người sẽ đưa ra quyết định chăm sóc sức khỏe cho một người không có một proxy chăm sóc sức khỏe và là người mất khả năng; và Đạo luật về chăm sóc sức khoẻ - cho phép các cá nhân chỉ định một bên thứ ba đưa ra các quyết định chăm sóc sức khoẻ quan trọng cho họ nếu họ trở nên mất năng lực - cũng như Luật Kiểm tra và Bảo mật HIV.
Các dự luật khác ông ta tài trợ là: GENDA, Đạo luật Không Kỳ thị giới tính, điều này sẽ làm cho sự phân biệt đối xử dựa trên căn cước giới tính là bất hợp pháp và một dự luật về việc sử dụng cần sa cho mục đích y tế là hợp pháp.
Vào tháng 5 năm 2015, Gottfried đã cố gắng hạn chế một dự luật được Linda Rosenthal đưa ra, cho phép khách hàng đưa con chó của họ đến các nhà hàng ngoài trời, bởi vì Gottfried sợ những con chó lớn hơn sẽ có thể lấy thức ăn từ bàn ăn. Gottfried nói: "Một số con chó đủ cao để tất cả những gì nó cần phải làm là xoay đầu và chúng sẽ ăn những đĩa thức ăn của người khác." Một đạo luật tương tự đã được thông qua tại California đã không gây ra bất kỳ vấn đề nào, và việc thực hành này cũng hợp pháp hóa ở Israel và một số nước châu Âu, và phổ biến ở châu Âu và ở Los Angeles. Dự luật thông qua Thượng viện vào tháng 5 năm 2015 bằng một cuộc bỏ phiếu với kết quả 60-0. Vào tháng 3 năm 2016, sau khi Bộ luật Tiểu bang thông qua dự luật này, Sở Y Tế và Sức Khỏe Tâm Thần của thành phố New York đã đưa ra lời khuyên cho phép con chó cùng với thực khách ăn tối ở nhà hàng có chỗ ngồi ngoài trời, các con chó tham gia vào sự phục vụ đã được cho phép trong hầu hết các tình huống .